# Néstor Cardoso
Néstor Lucas Cardoso es un exfutbolista rosarino. Se desempeñó como defensor e hizo su debut profesional en Rosario Central. Disputó el Campeonato Sudamericano 1963 con la Selección Argentina.

## Carrera

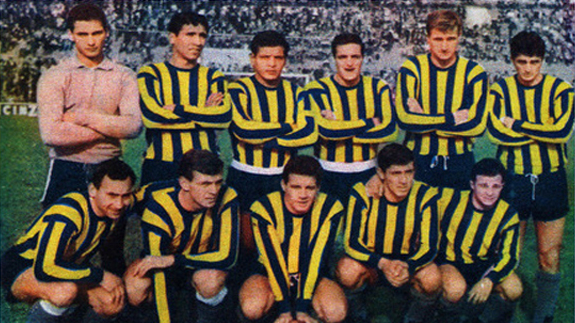
Rosario Central en 1962. Parados: Edgardo Andrada, José Casares, Néstor Cardoso, Juan Biagioli, Norberto Bautista, Gualberto Muggione; hincados: José Carbone, César Menotti, Elio Montaño, Enrique Fernández, Ricardo Giménez.

Cardoso debutó en 1955 en Rosario Central, club en el que se desempeñó hasta 1964, disputando 253 partidos y convirtiendo 6 goles. Su primer encuentro sucedió el 22 de mayo de 1955 ante Estudiantes de La Plata, con victoria del elenco canalla entrenado por Alfredo Fógel por 3-0. En sus diez temporadas con la camiseta auriazul faltó a muy pocos partidos. Durante los primeros tres años compartió zaga con Juan Carlos Biagioli; luego por dos temporadas lo hizo con Juan Alfonso Lombardi, mientras que a partir de 1960 su compañero en la dupla fue el santiagueño José "Chocha" Casares. A pesar de no ser muy alto para la posición, era de gran fortaleza física, con buenas dotes técnicas.
En 1965 pasó a Colón; allí consiguió el primer ascenso del cuadro sabalero y luego se retiró.

### Participación por torneos
| Campeonato              | Club            | PJ | Goles | Ubicación |
| ----------------------- | --------------- | -- | ----- | --------- |
| Primera División 1955   | Rosario Central | 27 | 1     | 15°       |
| Primera División 1956   | Rosario Central | 21 | 0     | 6°        |
| Primera División 1957   | Rosario Central | 13 | 0     | 11°       |
| Primera División 1958   | Rosario Central | 26 | 2     | 6°        |
| Copa Suecia 1958        | Rosario Central | 13 | 1     | 3°        |
| Primera División 1959   | Rosario Central | 30 | 0     | 15°       |
| Primera División 1960   | Rosario Central | 22 | 1     | 8°        |
| Primera División 1961   | Rosario Central | 27 | 1     | 13°       |
| Primera División 1962   | Rosario Central | 28 | 0     | 6°        |
| Primera División 1963   | Rosario Central | 26 | 0     | 10°       |
| Primera División 1964   | Rosario Central | 20 | 0     | 11°       |
| Primera División B 1965 | Colón           | 34 | 0     | 1°        |
| Primera División 1966   | Colón           | 1  | 0     | 16°       |

## Clubes
| Club            | País      | Año       | PJ  | Goles |
| --------------- | --------- | --------- | --- | ----- |
| Rosario Central | Argentina | 1955-1964 | 253 | 6     |
| Colón           | Argentina | 1965-1966 | 35  | 0     |

## Selección nacional

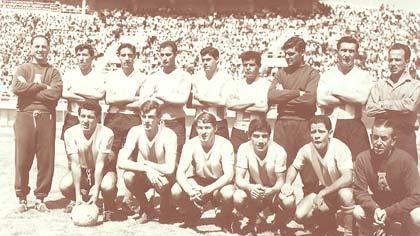
Formación Argentina que enfrentó a Bolivia por el Sudamericano 1963; Cardoso es el quinto futbolista entre los parados.

Su primera convocatoria al elenco nacional data de 1962; Argentina enfrentó a su par chileno por la primera edición de la Copa Carlos Dittborn. El entrenador argentino en esos dos encuentros fue Jim Lópes, al mismo tiempo técnico de Rosario Central. Lópes decidió llevar a Cardoso, Edgardo Andrada, Miguel Antonio Juárez y César Menotti del equipo canalla. El debut se produjo en el Estadio Nacional de Santiago. con un empate en uno. En la revancha, Argentina se impuso 1-0 y se quedó con el trofeo.
En 1963 Cardoso es nuevamente convocado, esta vez para disputar el Campeonato Sudamericano 1963 en Bolivia. El entrenador Horacio Amable Torres dispone la inclusión de sus compañeros de Rosario Central Andrada, Norberto Bautista, Enrique Nene Fernández y César Menotti. Disputa cuatro de los seis partidos de su equipo (tres de ellos como titular); Argentina se alza con el tercer lugar del torneo.
De esta forma, disputó 6 encuentros con la casaca albiceleste, ganando 3 partidos, empatando 2 y perdiendo 1.

### Torneos con la Selección
| Copa                         | Sede            | Resultado     | PJ | Goles |
| ---------------------------- | --------------- | ------------- | -- | ----- |
| Copa Carlos Dittborn 1962    | Chile Argentina | Campeón       | 2  | 0     |
| Campeonato Sudamericano 1963 | Bolivia         | Tercer puesto | 4  | 0     |

### Partidos en la Selección
| Torneo                       | Fecha | Rival    | Resultado |
| ---------------------------- | ----- | -------- | --------- |
| Copa Dittborn 1962           | 07-11 | Chile    | 1-1       |
| Copa Dittborn 1962           | 21-11 | Chile    | 1-0       |
| Campeonato Sudamericano 1963 | 10-03 | Colombia | 4-2       |
| Campeonato Sudamericano 1963 | 24-03 | Brasil   | 3-0       |
| Campeonato Sudamericano 1963 | 28-03 | Bolivia  | 2-3       |
| Campeonato Sudamericano 1963 | 31-03 | Paraguay | 1-1       |

## Palmarés

### Campeonatos internacionales
| Título               | Equipo              | País                                    | Año  |
| -------------------- | ------------------- | --------------------------------------- | ---- |
| Copa Carlos Dittborn | Selección Argentina | Bandera de Chile · Bandera de Argentina | 1962 |

### Campeonatos nacionales
| Título    | Equipo | País      | Año  |
| --------- | ------ | --------- | ---- |
| Primera B | Colón  | Argentina | 1965 |